# 德讷济耶尔
德讷济耶尔（法語：Denezières，法語發音：[dənzjɛʁ]）是法国汝拉省的一个市镇，位于该省中部偏东南，属于圣克洛德区。

## 地理
德讷济耶尔（46°36'38"N, 5°48'28"E）面积6.41 平方千米，位于法国勃艮第-弗朗什-孔泰大區汝拉省，该省份为法国东部内陆省份，北起上索恩省，西北接科多尔省，西临索恩-卢瓦尔省，南至安省，东与杜省和瑞士接壤。
与德讷济耶尔接壤的市镇（或旧市镇、城区）包括：杜西耶、沙尔西耶、梅内特吕昂茹、索若、于克塞勒。

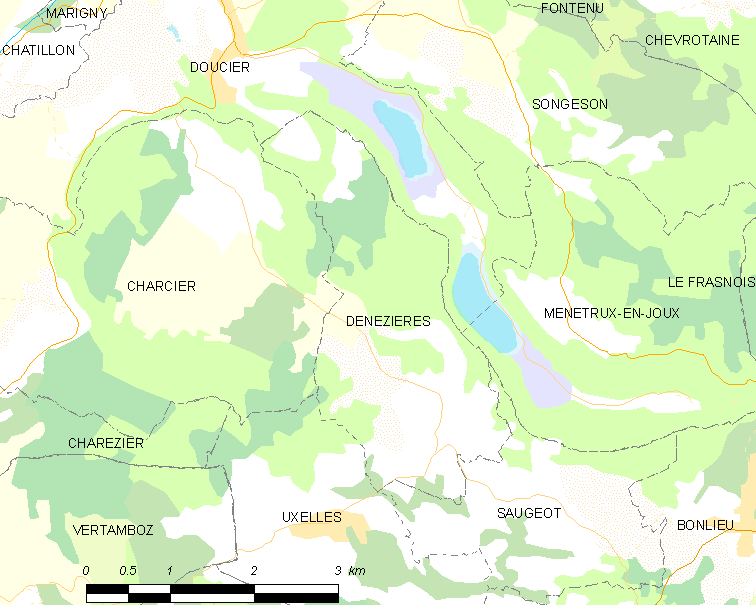
德讷济耶尔的OSM定位图

德讷济耶尔的时区为UTC+01:00、UTC+02:00（夏令时）。

## 行政
德讷济耶尔的邮政编码为39130，INSEE市镇编码为39192。

## 政治
德讷济耶尔所属的省级选区为圣洛朗昂格朗沃县。

## 人口

1962-2008年间德讷济耶尔人口变化图示

德讷济耶尔于2022年1月1日时的人口数量为73人。